# Schleswig-Holsteinisches Fußartillerie-Regiment Nr. 9
Das Schleswig-Holsteinische Fußartillerie-Regiment Nr. 9 (FsAR 9) wurde am 14. September 1867 gestiftet. Die Bezeichnung des Regimentes lautete damals noch: „Schleswigsche Festungsartillerie-Abteilung Nr. 9“.

## Geschichte

### 1812–1815 Befreiungskriege
In den Befreiungskriegen kämpften die 1. und die 2. Kompanie des späteren Fußartillerieregimentes 9. Die erste Kompanie wurde 1809 aus versprengten Artilleristen der Feldartillerieregimenter 1 und 3 gebildet. Sie diente als provisorische 10. Kompanie der Brandenburgischen Brigade. Im Feldzug 1813/1814 kämpfte sie als 12-pfündige Batterie Nr. 6 des II. AR unter Friedrich von Kleist. Kommandeur der Batterie war Premier-Leutnant Wolf.
Im Sommerfeldzug von 1815 war sie dem I. AR unter von Zieten unterstellt. Batteriechef war Hauptmann Reuter. Wie andere Einheiten der schweren Artillerie wurde auch die 1. Kompanie nicht bei Waterloo als mobile Feldartillerie eingesetzt, sondern stellte mit ihrem Geschütz- und Munitionspark das Material für die Belagerung diverser französischer Festungen.
Die zweite Kompanie wurde 1813 in Graudenz errichtet. Sie diente als Fuß-Reserve-Batterie. Kommandeur der Kompanie war Leutnant Hertig. Ausgerüstet war die 2. Kompanie mit preußischen 12-Pfündern. Im Oktober 1813 kamen dazu eroberte französische siebenpfündige Haubitzen. Durch unzureichende Ausbildung und Trainingszeiten an den Haubitzen gingen diese relativ schnell im Verlauf des Feldzuges verloren und wurden durch ebenfalls erbeutete französische 12-Pfünder ersetzt. Die zweite Kompanie nahm genau wie die Erste am Feldzug 1815 gegen Napoleon teil und wurde hauptsächlich als Belagerungsartillerie eingesetzt.

### 1860
Die 3. Kompanie wurde in Königsberg gegründet. Sie wurde ab dem 16. Juni 1864 die 6. Kompanie des ostpreußischen Festungsartillerie-Regimentes Nr. 1.

### 1864 Krieg gegen Dänemark
Die erste Kompanie nahm am Krieg gegen Dänemark 1864 unter Hauptmann Heineccius teil. Sie besetzte zwei reduzierte Batterien zu je vier 24-Pfündern und einer Batterie mit vier 12-Pfündern. Die Artilleristen der Kompanie traten ebenfalls mit zum Sturm auf die Düppeler Schanzen an. Die ihnen gestellte Aufgabe, nämlich das Umdrehen dänischer Geschütze und das Überfeuern der eigenen Truppen mit feindlichem Geschützmaterial, konnten die Artilleristen nicht erfüllen. Die Dänen hatten alle Geschütze rechtzeitig unbrauchbar gemacht.

### 1865
Aus der 8. Kompanie des pommerschen Festungsartillerie-Regimentes Nr. 2 wird die 4. Kompanie des FsAR 9 gegründet. Sie ging aus der 1809 in Berlin geschaffenen 4. Kompanie dieses Regimentes hervor.

### 1866 Deutscher Krieg
Das Fußartillerie-Regiment Nr. 9 nahm am Deutschen Krieg nicht teil. Zwar wurde es wie fast alle preußischen Truppen mobilgemacht, besetzte aber weisungsgemäß nur die preußischen Festungen.

### 1870–1871 Krieg gegen Frankreich
Am Krieg gegen Frankreich nahm nur die 1. Kompanie mobil teil. Die restlichen Einheiten des Regimentes wurden weisungsgemäß zur Küstenverteidigung eingesetzt. (Man fürchtete, durchaus berechtigt, die überlegene französische Marine).
Die erste Kompanie überschritt am 15. November 1870 die Grenze zu Frankreich. Sie stellte unter anderem Geschützmaterial für die Belagerung von Metz und später von Paris ab. Die 1. Kompanie stellte die artilleristische Besatzung des zuvor eroberten Fort Plappeville im Nordwesten von Metz. Die Festung war zu Kriegsbeginn noch nicht vollständig einsatzbereit und wurde mit Hilfe der Artilleristen und deutscher Genietruppen bis 1871 fertiggestellt.
Im April 1871 kehrte die Besatzung des Forts in ihre Garnison in Sonderburg zurück.

### 1900 Boxeraufstand

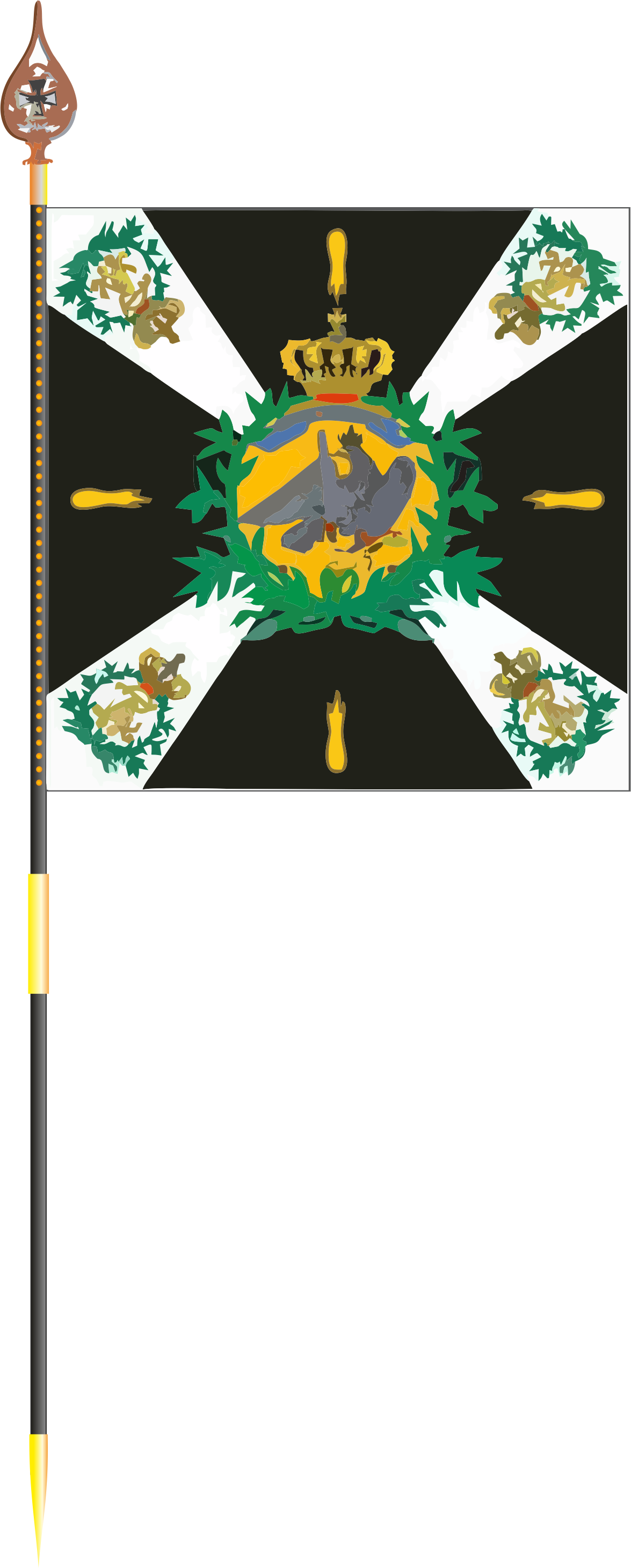
Fahne des Schleswig-Holsteinischen Fußartillerieregimentes 9

Am 27. Januar 1900 (dem Geburtstag von Kaiser Wilhelm II.) erhält das FsAR 9 als eigene Regimentsfahne diejenige Fahne, die bisher beim Feldartillerieregiment Nr. 9 verblieben war. Beide Regimenter „teilten“ sich bis dahin die am 24. Juni 1867 übergebene Fahne. Die Fahnenbänder sowie die Kriegsdenkmünzen(kennzeichnungen) verbleiben bei der übergebenen Fahne.
Einheiten des Regimentes wurden zur Niederschlagung des Boxeraufstandes abkommandiert. In China fielen dabei drei Kanoniere, ein Kanonier wurde verwundet.

### 1903
Die 9. (vormals 3. FsAR 2) und 10. (vormals 6. FsAR 2) Kompanie treten als Halbbataillon zum Regiment. Garnisonsstadt wird Diedenhofen.

### 1905
Das Bataillon wird mit Haubitzen des Typs 02 ausgerüstet.

### 1906
Das I. Bataillon erhält Stahlmörser. Diese ersetzen die veralteten Bronzemörser. Das Halbbataillon in Diedenhofen wird zur Bildung des III. Fußartillerie 8 abgegeben.

### 1908
Die Kompanien erhalten die Bezeichnung „Batterien“.

### 1912
Das I. Bataillon erhält Rohrrücklauf-Mörser (21-cm-Mörser). Dieses Geschütz wird das spätere Feldgeschütz.

### 1913
Die Bespannungsabteilung wird vergrößert. Eine halbe Abteilung wird nach Köln verlegt.

### 1914–1918 Erster Weltkrieg
Mobilmachung. Aus I/9 werden zwei Bataillone gebildet und zwar I./9 bestehend aus 1. und 2. Batterie und II./9 bestehend aus 3. und 4. Batterie. Das II./9 in Ehrenbreitstein geht als III./9 in den Krieg.
- I./FsAR 9
 Februar 1916: Schlacht um Verdun (Bois de Caures, Cote de Horgne)
- II./FsAR 9
 September 1914: Maas-Armee (Hombourg, Visé)

### 1920
Am 30. September wird das Schleswig-Holsteinsche Fußartillerie-Regiment Nr. 9 formal aufgelöst.

## Garnisonen
- 1866–1871: Sonderburg
- 1872: Sonderburg, Cuxhaven und Lehe
- 1873: Geestemünde, Geestendorf, Lehe, Cuxhaven
- 1874: Bremerhaven, Cuxhaven, Lehe
- 1875–1887: Bremerhaven, Lehe
- 1893–1903: Ehrenbreitstein und Köln
- Ab 1903: Ehrenbreitstein (II. Bataillon: Feste Ehrenbreitstein und Fort Rheineck), Köln, Diedenhofen
- 1914–1918: Ehrenbreitstein (Stab; II. Bataillon in Feste Ehrenbreitstein und Fort Rheineck) und Köln (I. Bataillon); 1914 war eine Zusammenfassung des Regiments in Ehrenbreitstein geplant

## Angehörige des Regimentes
- Wilhelm Trepper, Generalmajor
- Richard von Berendt, General der Artillerie
- Reinhold Brandt, Generalmajor
- Ernst Thälmann, Vorsitzender des Rotfrontkämpferbundes, Vorsitzender der KPD
- Christian Hansen, General der Artillerie
- Karl Ludwig von Lauter, General der Artillerie

## Ehrenmäler
Ein Ehrenmal für die Gefallenen des Regiments befindet sich in Köln. Das 1927 errichtete Denkmal im Friedenspark erinnert an die Einheiten mit Bezug zur (Garnisons)stadt Köln im Ersten Weltkrieg. Die Inschrift auf der Bronzetafel lautet:
Eine weitere Gedenktafel befindet sich auf dem Hauptfriedhof Koblenz in der zentralen Gedenkstätte der Opfer des Ersten Weltkrieges. Die dortige Inschrift lautet: